# Château d'Agrain
Le château d'Agrain est un édifice situé à Ouides, en France.

## Localisation
Le château est situé sur le territoire de la commune de Ouides, dans le département  de la Haute-Loire, en région Auvergne-Rhône-Alpes.

## Description
Aujourd'hui, ce qui reste du château est réduit au noyau primitif, composé d'un donjon (partie la plus ancienne), d'un corps de logis allongé, auquel furent adossés plusieurs autres rajouts, dont la barbacane d'entrée. Primitivement, le château comportait deux étages nobles et un étage de couronnement probablement pourtourné par un chemin de ronde dont subsiste une échauguette. Le rez-de-chaussée du donjon comporte une salle voûtée en berceau.

## Historique
Un acte de saisie du château, datant du XVIIe siècle, décrit un ensemble important de bâtiments dotés de nombreuses cheminées, d'une chapelle, de communs avec étables, fournil, colombier et jardin.
Le château est inscrit au titre des monuments historiques par arrêté du 14 mai 1992.

## Projet
La restauration du château est un projet de chantiers de jeunes bénévoles.